# Rainer Kubatzki
Rainer Kubatzki (* 1944; † 12. März 2009) war ein deutscher Historiker.

## Leben
Kubatzki war an der Hochschule Ökonomie Berlin 1979 bis 1990 freischaffend tätig. Er schrieb danach für die Historische Kommission zu Berlin.
Kubatzkis Werk Zwangsarbeiter- und Kriegsgefangenenlager wurde noch im Jahr seines Erscheinens von der Kritik 2001 als ein „einzigartiges Kompendium“ bezeichnet, aus dem sich bis ins Detail ergebe, von wem wann Arbeitslager in Berlin und der Umgebung betrieben wurden. Aus dieser Darstellung sei zu erkennen, dass ohne den Einsatz der Zwangsarbeiter der Kriegsalltag nicht zu bewältigen gewesen wäre.

## Schriften
- Kleines historisches Ortslexikon. Bezirk Weißensee von Berlin. 3 Bände. Heimatfreunde Weißensee, Berlin 1994–1998, DNB 947193332.
- Zwangsarbeiter- und Kriegsgefangenenlager. Standorte und Topographie in Berlin und im brandenburgischen Umland 1939 bis 1945. Eine Dokumentation. Spitz, Berlin 2001, ISBN 978-3-8305-0092-6.
- Remonten und Distanzritte im Königreich Sachsen. Eine vergangene Militärkultur zwischen Riesa, Meißen und Großenhain, Königsbrück und Löbau. Elbland, Meißen 2006, DNB 976620405.
- Staatsbesuch und Hofjagd im Königreich Sachsen. Mit Wettiner-Jagden bei Sibyllenort und Visiten von Napoleon, Wilhelm II. und Goebbels. Elbland, Meißen 2006, DNB 982536437.
- Reblaus, Nonne, Roter Hahn im Königreich Sachsen. Katastrophen im Elbland; Naturkräfte, Leichtsinn, Zufälle; mit Schicksalstagen der Albertiner. Elbland, Meißen 2007, DNB 990641538.
- mit Matthias Görbert: Landgestüt Moritzburg, 1828–2008. 180 Jahre im Dienste der Landespferdezucht. Sachsens Pferde, Moritzburg 2008, OCLC 552445517.
- mit Hans Eggert: Ein König auf gut Sächsisch. Friedrich August III. Briefe, Bilder, Testamente. Ein Lesebuch. Elbland, Meißen 2008, DNB 990641848.